# Langues mayas
Pour les articles homonymes, voir Maya.

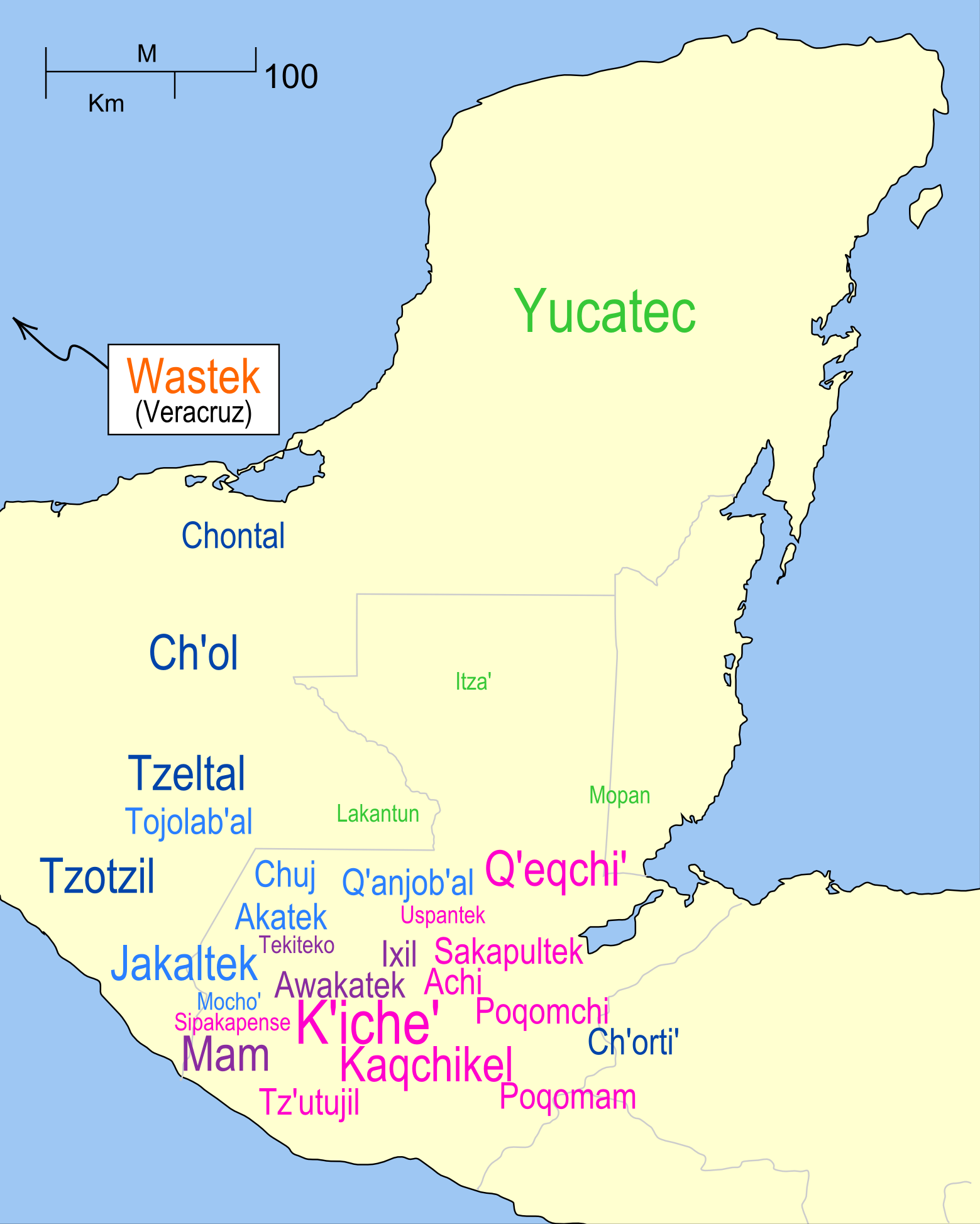
Carte des langues mayas

Les langues mayas sont une famille de langues amérindiennes parlées par quelque 5 millions de personnes, essentiellement dans la zone géographique de la civilisation maya, qui s'étend du sud du Mexique jusqu'au Honduras. La plupart des locuteurs font partie du peuple maya ; il n'est pas rare toutefois que, dans certaines régions, les descendants d'Espagnols aient une connaissance fonctionnelle de la langue indigène[réf. nécessaire].
La plus parlée de ces langues est le quiché avec plus de 2 300 000 locuteurs au Guatemala. Elle est suivie du maya yucatèque (750 000 locuteurs), s'étendant sur la péninsule du Yucatán au Mexique, puis du mam, du cakchiquel et du q'eqchi' avec chacun environ un demi-million de locuteurs guatemaltèques. Les autres langues notables sont le tzotzil et tzeltal parlés chacun par plus de 300 000 personnes dans le Chiapas au Mexique.
Le maya classique, lingua franca des anciens mayas et anciennement (IVe–Xe siècles) parlé dans les basses terres centrales, est la langue écrite par le biais de hiéroglyphes sur les monuments et objets d'art des sites archéologiques mayas. Cette langue est un ancêtre du ch'ol et du ch'orti', parlés dans le Sud du Mexique dans l’État de Chiapas et au Guatemala.

## Répartition géographique
- Mexique : sud (péninsule du Yucatán, Chiapas) ; îlots à San Luis Potosí et Veracruz
- Guatemala : ensemble du territoire
- Belize
- Honduras
- Salvador

## Histoire

### Langue mère
D'après les études de linguistique historique, les langues mayas sont issues d'une langue commune, appelée proto-maya, que la glottochronologie estime vieille d'environ 4 000 ans. La reconstruction de son vocabulaire relatif à l'environnement n'a pas permis de manière satisfaisante la localisation précise de ses locuteurs, hormis qu'il pointe vers la Mésoamérique. Il est toutefois raisonnable de supposer que le proto-maya était la langue des ancêtres des mayas classiques, dont l'archéologie indique qu'ils se situaient dans le sud-est de la zone maya, près de la côte Pacifique [réf. nécessaire].
Certaines tentatives remontent plus loin dans le temps et proposent une proto-langue commune aux langues mayas et à d'autres familles de langues du Nouveau Monde ; ces théories ne sont pas communément acceptées. La parenté entre le maya et les langues mixe-zoque est expliquée soit par l'appartenance à un groupe macro-maya ; soit par la forte influence des peuples de langues mixe-zoque sur les mayas, en particulier des Olmèques. Plus hypothétique encore, Joseph Greenberg et Merritt Ruhlen placent le maya parmi les langues amérindes, une superfamille putative comprenant la plupart des langues du Nouveau Monde, issue de la langue supposément parlée par la première vague de migrants venus de Sibérie il y a 16 000 ans environ.

### Période précolombienne

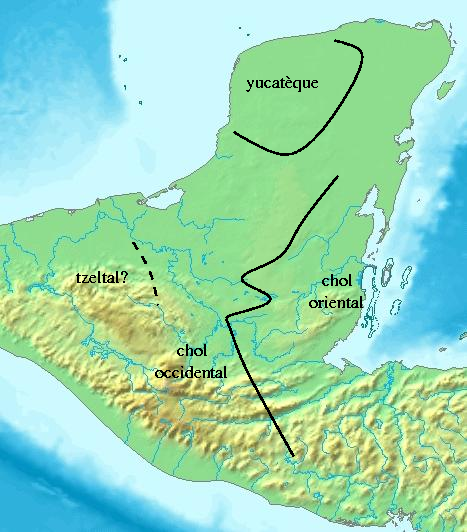
Zones dialectales de l'époque maya classique.

Le proto-maya s'est scindé en cinq groupes linguistiques entre 1600 et 700 av. J.-C. Les premières branches à se séparer sont la huaxtèques et la yucatèque dans le nord. Ensuite, suivent les groupes tzeltal-chol, kanjobal-chuj, groupe quiché-mam.
La séparation en zones linguistiques est attestée durant la période classique maya : l'écriture idéophonographique retrouvée dans l'épigraphie (monuments, objets d'art) a permis de trouver des mutations phonétiques et grammaticales dans trois zones : le yucatèque au nord, le chol occidental à l'ouest (ancêtre des chol et chontal) et le chol oriental (ancêtre de chortí et choltí) à l'est, avec une possible quatrième zone tzeltal (ancêtre des tzeltal et tzotzil) à l'extrême ouest. Il semble que la séparation entre les branches est et ouest du groupe chol se soit produite durant la période classique, aux alentours de 650.
Avec l'accroissement des différences phonétiques durant cette période, la part des signes de nature phonétique dans l'écriture hiéroglyphique a crû de manière régulière. De plus, elle était plus importante dans la région la plus distante, linguistiquement, du maya classique, au nord de la péninsule.
| Katun.                 | 8.19–9.2 | 9.4–9.10 | 9.11–10.1 | 10.2–10.2 |
| Date julienne          | 416–476  | 514–633  | 652–849   | 869–889   |
| Ensemble du territoire | 40       | 50       | 60        | 70        |
| Zone yucatèque         | —        | —        | 75        | 80        |

## Caractéristiques linguistiques générales

### Phonologie
Le système consonantique des langues mayas présente la particularité de posséder des consonnes non pulmonaires, de type éjectif : elles se réalisent en fermant la glotte au moment de l'articulation.
Le système vocalique comporte, selon une disposition typique d'un grand nombre de langues, cinq voyelles qui optimisent la couverture du diagramme degré d'aperture-point d'articulation : /a/ ouvert, /e/ et /o/ moyens, /i/ et /u/ fermés. Il existe en général une opposition distinctive de quantité vocalique : /a/ et /aː/, /e/ et /eː/, etc. Dans certaines langues, par exemple en maya yucatèque, il existe de plus des voyelles glottalisées longues, /aʔa/, /eʔe/, etc. qui s'opposent aux longues simples /aː/, /eː/, etc. et aux brèves /a/, /e/, etc. Ces voyelles sont réalisées avec un coup de glotte au milieu de leur articulation.
Les radicaux sont de type consonne-voyelle-consonne.

### Grammaire
Les langues mayas sont généralement polysynthétiques, c'est-à-dire qu'elles comportent un grand nombre de lexèmes par mot.
Au point de vue grammatical, on note la présence de nombreux classificateurs,
particules s'insérant entre un numéral et le mot quantifié ; ces classificateurs précisent le type d'objet quantifié (géométrie, champ lexical, etc.)
Les langues mayas présentent à un certain degré un caractère ergatif, c'est-à-dire lorsque le complément d'objet direct d'un verbe transitif et le sujet d'un verbe intransitif sont traités de la même manière, en opposition avec le sujet d'un verbe transitif. 
Les langues mayas ont tendance à présenter l'ordre verbe-objet-sujet dans une proposition transitive.

## Écriture

### Pré-conquête

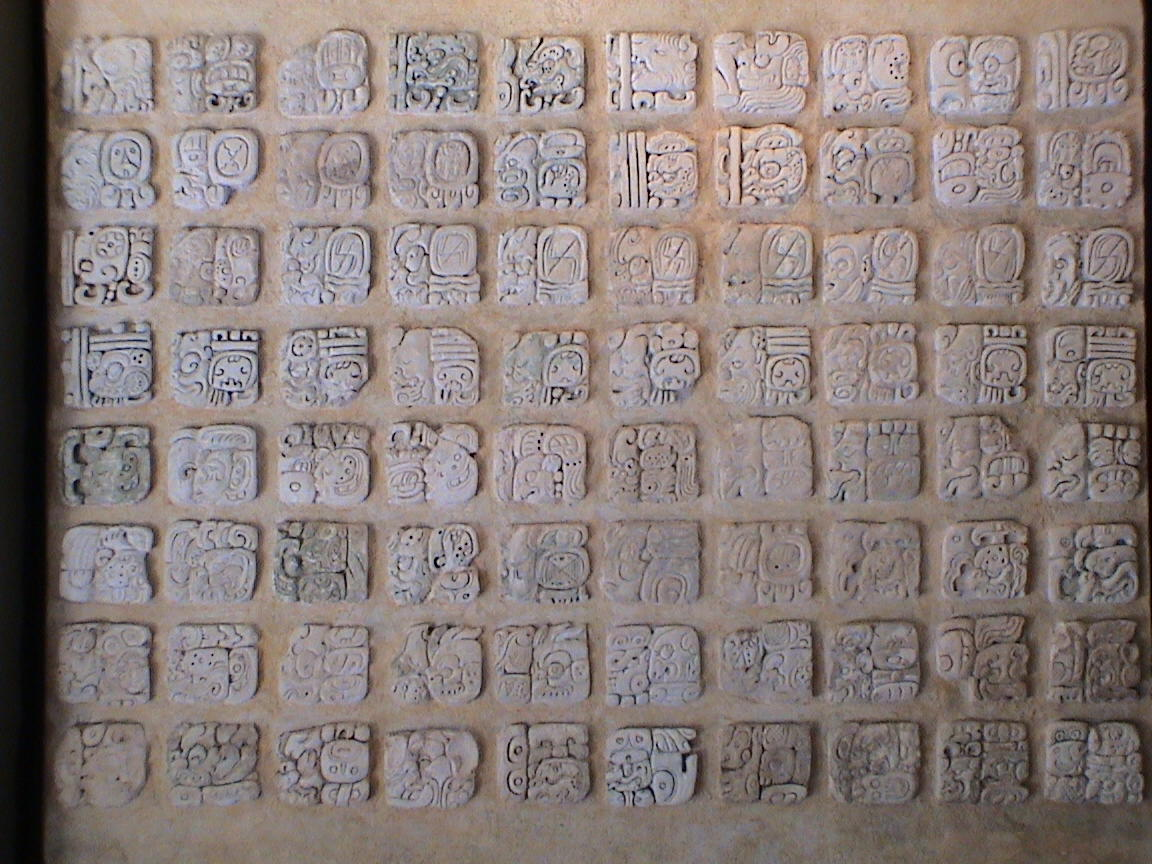
Écriture maya

Avant la conquête espagnole du Yucatan et du Guatemala, les langues mayas étaient écrites dans un système d'écriture logographique de type idéo-phonographique.

### Post-conquête
Les langues mayas s'écrivent aujourd'hui avec l'alphabet latin. Le système de transcription est inspiré de l'espagnol avec des signes diacritiques supplémentaires pour noter les sons inexistants en castillan.

#### Alphabet de 1984 (Mexique)
Un alphabet maya est standardisé de 46 graphèmes est adopté le 22 aout 1984 par plusieurs institutions gouvernementales mexicaines,.
| a | b | ch | ch’ | e | i | j | k | k’ | l | m | n | o | p | p’ | r | s | t | ts | ts’ | t’ | u | w | x | y |

L’apostrophe indique la prononciation glottale ou le coup de glotte.
Les voyelles longues sont indiquées en doublant la lettre : ‹ aa ee ii oo uu ›
Le ton haut est indiqué à l’aide de l’accent aigu sur la voyelle ou la première lettre des voyelles longues.

## Liste et classification des langues mayas
On dénombre au total 71 langues regroupées en six grandes catégories : tzeltal-chol, huastèque, kanjobal-jacaltèque, quiché-mam, yucatèque et langues des signes,. Des études moins récentes séparaient le quiché et le mam, et classaient ce dernier avec le grand-kanjobal.

Évolution schématique du proto-maya jusqu'aux langues mayas actuelles. Modèle exposé par Sharer corrigé des dernières données phylogénétiques et de l'étude de la séparation du chol durant la période maya.

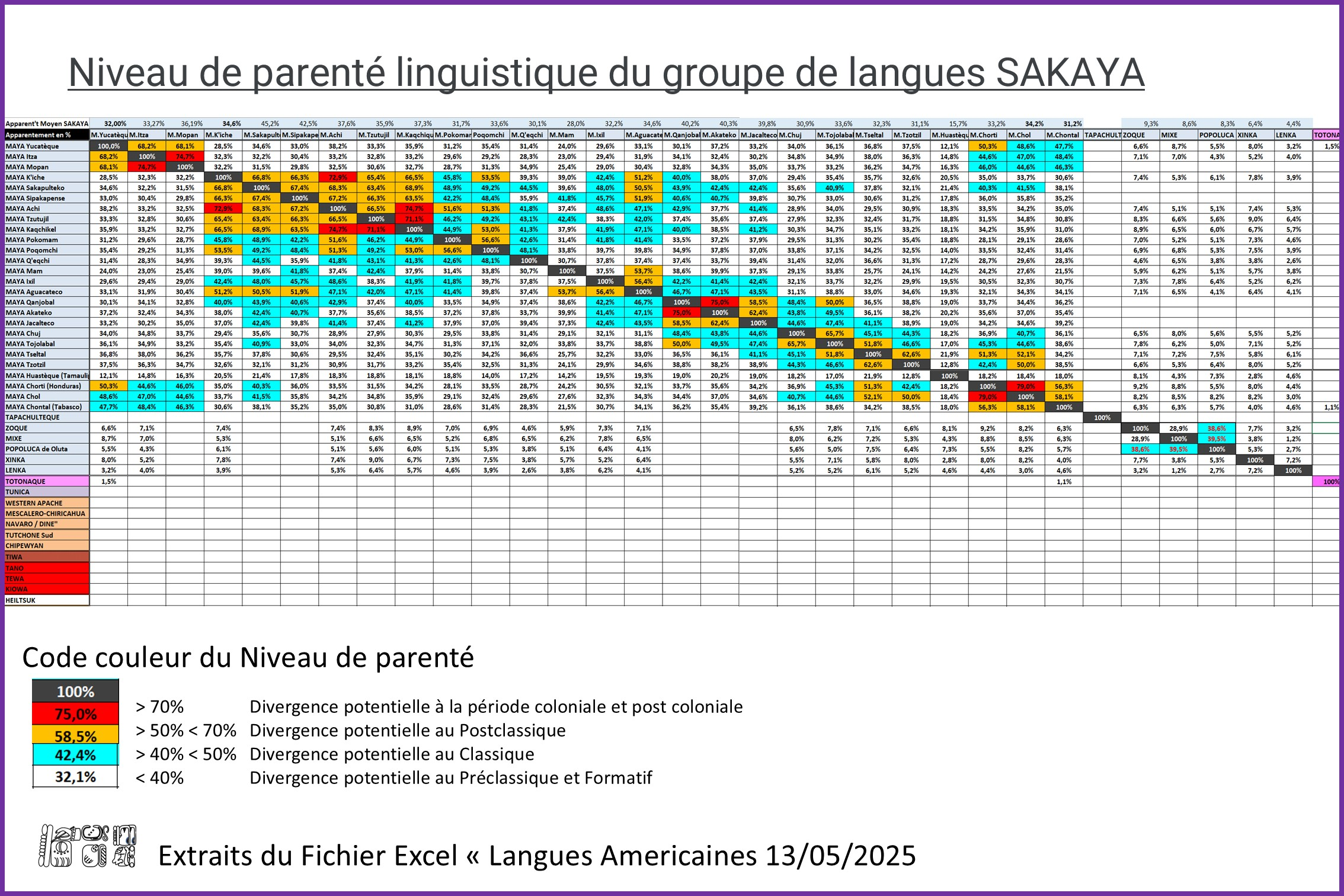
Niveau de parenté des langues mayas et apparentées.

Les langues mayas sont répertoriées ci-dessous avec leur code ISO 639-3 et le nombre de locuteurs par pays (estimations tirées du site Ethnologue.com datant des années 1990). Le niveau d'apparentement de ces langues peut être évalué à partir du nombre de racines communes partagées sur une liste de 250 expressions dont la plupart appartiennent à la liste Swadesh. Cette recherche met en valeur la double filiation des langues mayas et olmèques à la civilisation Mokaya de la côte Pacifique, dont les Mayas forment la branche Sud, alors que les Olmèques forment la branche Nord.

### Groupe huastèque
- Chicomuceltèque (en) (cob) : Mexique (éteint, ethnie : 1 500), Guatemala (éteint, ethnie : 100)
- Huastèque (hus) (121 749 loc.)

### Groupe yucatèque
- Mopán-Itzá
  - maya itzá (itz) : Guatemala (12, ethnie : 1 800)
  - Maya mopan (mop) : Belize (8 375), Guatemala (10 975)
- Yucatèque-Lacandón
  - Lacandón (lac) : Mexique (1 000)
  - Maya yucatèque (yua) : Mexique (700 000) et Belize (5 000)

### Groupe tzeltal-chol
- Chol
  - Ch'ol (134 000 loc.)
  - Chontal de Tabasco (55 000 loc.)
  - Ch'orti' (caa) : Guatemala (30 000), Honduras (10)
- Tzeltal
  - Tzeltal (tzh) (190 000 loc.)
  - Tzotzil (tzo)(264 226 loc.)

### Groupe kanjobal-chuj
- Chuj
  - Chuj (cac) (51 088 loc.)
  - Tojolabal (toj) : Mexique (36 000)
- Kanjobal
  - Kanjobal-Jacaltèque
    - Jacaltèque (jac) (98 300 loc.)
    - Q'anjob'al (kjb) (145 300 loc.)

  - Mocho (mhc) : Mexique (168)

### Groupe quiché-mam
- Grand-mam
  - Ixil
    - awakateko (agu) : Guatemala (18 000)
    - ixil (ixl) (69 000 loc.)

  - Mam
    - mam (545 000 loc.)
    - tacanèque (mtz) : Guatemala (20 000), Mexique (1 200)
    - tektiteko (ttc) : Guatemala (1 265), Mexique (1 000)
- Grand-quiché
  - q'eqchi' (kek) : Guatemala (400 000), Belize (9 000), Salvador (12 286)
  - Pocom
    - poqomam (48 000 loc.)
    - poqomchi' (92 164 loc.)

  - Quiché 
    - Cakchiquel (cak) (450 000 loc.)
    - Quiché-Achí
      - achi (85 500 loc.)
      - k'iche' (2 300 000 loc.)

    - tz'utujil (83 800 loc.)

  - Sakapulteko (quv) : Guatemala (36 823)
  - Sipakapense (qum) : Guatemala (8 000)
  - Uspanteko (usp) : Guatemala (3 000)

### Langues des signes (classification incertaine)
- Langue des signes maya yucatèque (Mexique)
- Langue des signes maya des hautes terres ou Meemul Ch'aab'al (Guatemala)

## Ouvrages d'importance en langues maya

### En écriture latine
- Popol Vuh, en quiché, livre sacré
- Livres de Chilam Balam, en maya yucatèque, chroniques mythologiques et historiques

### En écriture hiéroglyphique
- Codex Tro-Cortesianus
- Codex de Dresde
- Codex de Paris
- Codex de Grolier